# Riempilista
Nelle liste elettorali il riempilista è colui che si candida senza intenzione (o senza possibilità) di essere eletto, al fine di attrarre voti verso la lista stessa o di adempiere artificiosamente ad un regolamento o legge elettorale.

## Funzioni
Nei sistemi elettorali proporzionali il numero di seggi attribuiti ad una fazione dipende dal numero di voti complessivi ricevuti. Ne consegue che ogni candidato che riceva un certo numero di voti, ancorché basso e limitato alle proprie conoscenze personali, arrechi un vantaggio alla lista stessa. La presenza di un riempilista può essere finalizzata a catalizzare un certo elettorato, con determinati valori, di una certa età o di un certo genere, con un certo credo religioso .
Altra funzione dei riempilista è di alterare artificiosamente la composizione della lista di candidati, ad esempio garantendo delle quote di genere.

## Consapevolezza
Un riempilista può prestarsi volontariamente all'incarico, come forma di sostegno ad una fazione, oppure essere coinvolto in modo inconsapevole, illuso di poter conquistare realmente un seggio.

## Distorsioni
Talvolta, ove viga il voto di preferenza, e contro le aspettative di chi ha stilato le liste, può capitare che un riempilista ottenga il seggio.